# 哥伦比亚行政区划

哥伦比亚行政区划

哥伦比亚全国划分为32个省（西班牙語：departamentos，单数:departamento），1991 年宪法将哥伦比亚确立为一个统一和分散的共和国，在行政和政治上分为 33 个区：32 个省，由各自的首都城市管辖，首都区为波哥大。部门在地理区域内形成文化和经济区域。在哥伦比亚，资源从国家流向部门，再从本部门流向市政府；波哥大除外，它作为首都区，直接从国家接收（通过皇室法）。
此外，还有特区和大都市区。前者对应于因经济、政治或人口权重等方面而在其他城市中脱颖而出的城市，1 后者对应于大都市（通常是省会城市）与邻近城市的次区域一体化。
主权取决于作为一个整体的国家，而哥伦比亚实行行政权力下放，通过这种权力下放，国家行政的一部分被分配到 32 个省和市。：
- 波哥大首都区
- 亚马孙省
- 安蒂奥基亚省
- 阿劳卡省
- 大西洋省
- 玻利瓦尔省
- 博亚卡省
- 卡尔达斯省
- 卡克塔省
- 卡萨纳雷省
- 考卡省
- 塞萨尔省
- 乔科省
- 科尔多瓦省
- 昆迪纳马卡省
- 瓜伊尼亚省
- 瓜维亚雷省
- 乌伊拉省
- 瓜希拉省
- 马格达莱纳省
- 梅塔省
- 纳里尼奥省
- 北桑坦德省
- 普图马约省
- 金迪奥省
- 里萨拉尔达省
- 圣安德列斯-普罗维登西亚和圣卡塔利娜群岛省
- 桑坦德省
- 苏克雷省
- 托利马省
- 考卡河谷省
- 沃佩斯省
- 比查达省

## 郡乡街
省下分市镇（municipio），镇下分街（vereda）、矫督区（corregimiento）和保留地（resguardo）。